# خاندان (فیلم ۱۹۶۵)
خاندان (به هندی: Khandan) و (به انگلیسی: Family) فیلمی هندی محصول سال ۱۹۶۵ و به کارگردانی ای. بیمسینگ است. در این فیلم بازیگرانی همچون سونیل دات، نوتان، اوم پراکاش، لالیتا پاوار، منموهان کریشنا، ممتاز، پران و هلن ایفای نقش کرده‌اند.